# Boconó (municipalité)
Pour les articles homonymes, voir Bocono.
Boconó est l'une des vingt municipalités de l'État de Trujillo au Venezuela. Son chef-lieu est Boconó. En 2011, la population s'élève à 83 176 habitants.

## Géographie
Boconó se trouve au sud-est de l’état de Trujillo, avec une superficie de 1365 km².

### Subdivisions
La municipalité est divisée en douze paroisses civiles avec, chacune à sa tête, une capitale (entre parenthèses) :
- Ayacucho (Batatal) ;
- Boconó (Boconó) ;
- Burbusay (Burbusay) ;
- El Carmen (El Carmen) ;
- General Rivas (Las Mesitas) ;
- Guaramacal (Guaramacal) ;
- Monseñor Jáuregui (Niquitao) ;
- Mosquey (Mosquey) ;
- Rafael Rangel (San Rafael) ;
- San José (Tostós) ;
- San Miguel (San Miguel) ;
- Vega de Guaramacal (Vega de Guaramacal).

## Environnement

### Faune et flore
C'est à proximité de Boconó, chef-lieu de la municipalité, que l'espèce de scorpions Tityus boconoensis a été découverte et dont l'épithète boconoensis tire son origine, tout comme l'espèce d'amphibiens Pristimantis boconoensis, découverte dans le massif du Páramo de Guaramacal.

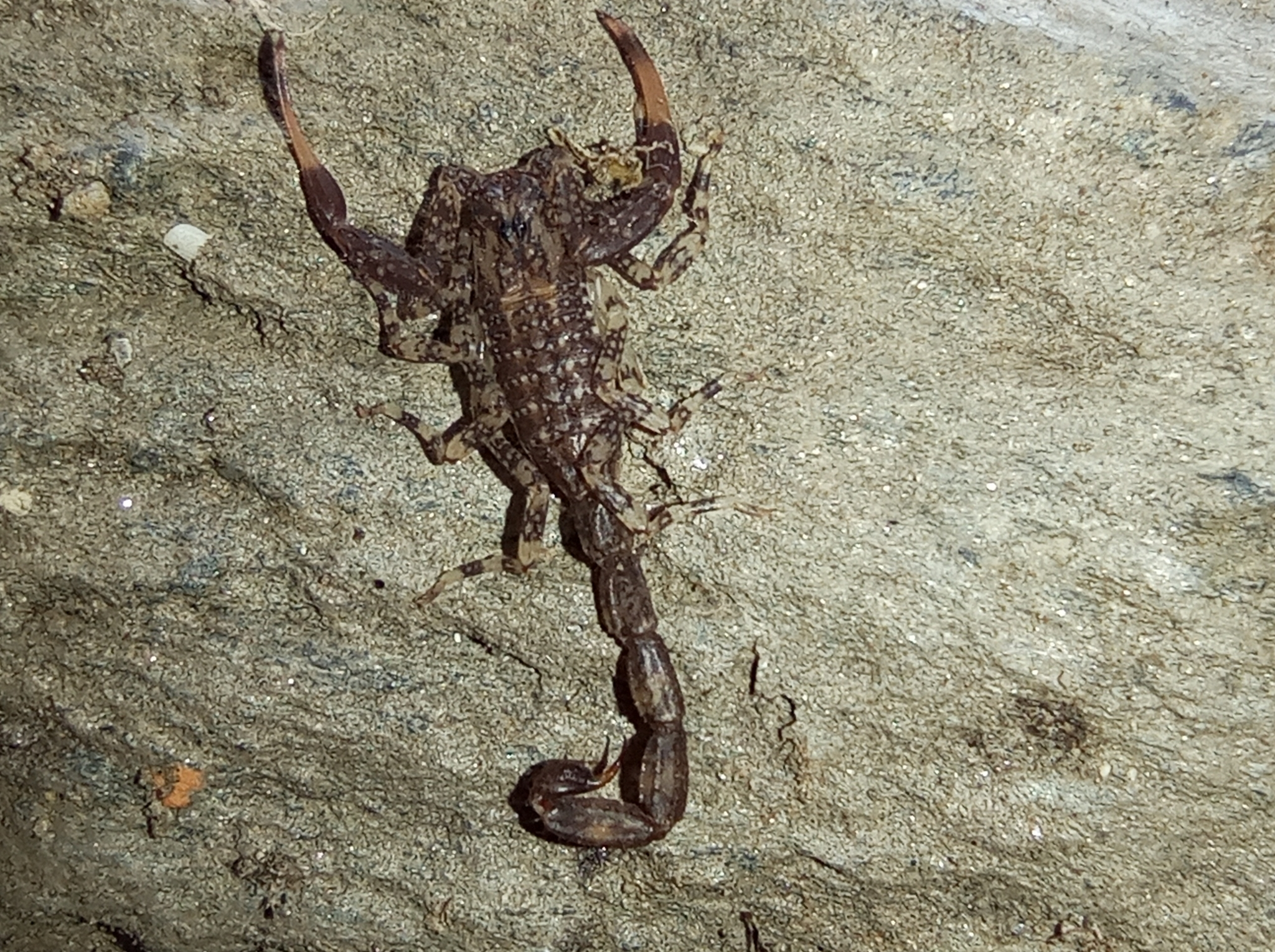
L'espèce de scorpions Tityus boconoensis.